# Salyan
Salyan (ryska: Сальян) är en stad i Azerbajdzjan. Den ligger i distriktet Saljan, i den sydöstra delen av landet, 120 km sydväst om huvudstaden Baku. Antalet invånare är 36 555.
Terrängen runt Salyan är mycket platt. Salyan är det största samhället i trakten.
Trakten runt Salyan består till största delen av jordbruksmark. Runt Salyan är det ganska glesbefolkat, med 48 invånare per kvadratkilometer.